# مهسا عظیمی
مهسا عظیمی (زادهٔ ۲۴ تیر ۱۳۶۱ ‏(۴۲ سال)‏ در تهران)، آهنگساز و نوازنده تار، سه تار و بم‌تار است. ‏ این هنرمند هم‌چنین در زمینه تدریس تار، سه تار و آواز 	Page text. فعالیت دارد. 
وی دانش آموختهٔ کارشناسی نوازندگی ساز ایرانی از  دانشگاه هنر تهران و فارغ‌التحصیل مقطع کارشناسی ارشد در رشته ‏نوازندگی ساز ایرانی از پردیس هنرهای زیبای دانشگاه تهران است.
در ژانر موسیقی سنتی ایرانی، در نقش آهنگساز و نوازنده و هم‌خوان، ۳ آلبوم به نام‌های «این بار من یکبارگی» در سال ۱۳۹۵ به خوانندگی علی اکبر داداش زاده، «افشار» در سال۱۳۹۷ با همراهی رضا مهدوی و آرش فرهنگ‌فر و «سه گاه وار» در سال ۱۳۹۷ (بداهه نوازی تار مهسا عظیمی و سنتور رضا مهدوی) از وی منتشر شده‌است. ‎ او همچنین با تالیف کتاب « زیر و بَم »، (پنج تمرین کاربردی برای تار و سه‌تار)، در سال ۱۴۰۴، اولین کتاب آموزش موسیقی خود را منتشر کرد.
در زمینه آهنگسازی به شیوه موسیقی قدیم ایران، تصنیف «بزمگه جان» (فرم بسیط) به خوانندگی علی‌اکبر داداش زاده (منتشر شده در سال ۱۳۹۶)و «ضربی پیشرو» (با فرم پیشرو) با همراهی علی اکبر داداش زاده و هومان رومی(منتشر شده در سال ۱۴۰۱)، دو قطعه از سه قطعه ای است که وی به عنوان موضوع پایان‌نامه مقطع کارشناسی ارشد (سال ۱۳۹۶) خود در بخش نظری و عملی، آهنگسازی و اجرا کرده‌است، در حال حاضر این مجموعه در کتابخانه مرکزی پردیس هنرهای زیبای دانشگاه تهران با عنوان «ساخت سه قطعه بر اساس آهنگسازی موسیقی قدیم ایران» نگهداری می‌شود.
علاوه بر این قطعه «زیر نور ماه» در قالب تکنوازی تار و تک آهنگ «زیر و بم» در قالب دونوازی تار و بم تار در ژانر موسیقی سنتی ایرانی در سال ۱۴۰۰ از وی منتشر شده‌است‎. علاوه بر این، در زمینه موسیقی امبینت، در تک آهنگ «خاک غریب آشنا», «گنهکار» در به عنوان نوازنده بم تار و خواننده و نیز در تک آهنگ «زخم آب» به عنوان نوازنده تار، ‏با معین هاشمی نسب همکاری داشته‌است. همچنین وی در فیلم بلند 
« قلم سیاه (فیلم بلند)» Black Pen(2023) ، ساخته معین هاشمی نسب ، برنده ۷ جایزه بین المللی ، به ایفای نقش و نوازندگی تار پرداخته است.

هم‌چنین مصاحبه ای در باب انتشار آلبوم «این‌بار من یکبارگی» در خبرگزاری ایلنا به تاریخ ۱۳۹۵/۰۹/۱۹ و بعدتر در برنامه «ارغنون» رادیو گفتگو در باب انتشار همین آلبوم و نیز تک آهنگ «بزمگه جان» به تاریخ ۱۳۹۶/۰۳/۰۴ با وی صورت گرفته‌است.
این هنرمند در حال حاضر، عضو انجمن هنرمندان بلوم آرت اتحادیه اروپا در دو حوزه موسیقی و نقاشی است.

## آلبوم‌ها
- «این بار من یکبارگی» (به خوانندگی علی اکبر داداش‌زاده منتشر شده در سال ۱۳۹۵)[۲۶]
- «افشار» (هم‌نوازی مهسا عظیمی، رضا مهدوی، آرش فرهنگ‌فر منتشر شده در سال۱۳۹۷)[۲۷][۲۸]
- «سه گاه وار» (بداهه نوازی تار مهسا عظیمی و سنتور رضا مهدوی منتشر شده در سال ۱۳۹۷)</ref>[۲۹]

## تک آهنگ‌ها
- «بزمگه جان» (با فرم بسیط) به خوانندگی علی‌اکبر داداش زاده در سال ۱۳۹۶[۳۰]
- «زیر نور ماه» در قالب تکنوازی تار[۳۱]
- «زیر و بم» (در قالب دونوازی تار و بم تار در سال ۱۴۰۰ منتشر شده‌است)
- «خاک غریب آشنا» (نوازندگی بم تار و خوانندگی این قطعه بر عهده مهسا عظیمی بوده‌است. منتشر شده در سال 1400)[۳۲]
- «زخم آب» (نوازندگی تار در این قطعه بر عهده مهسا عظیمی بوده‌است. منتشر شده در سال 1400)[۳۳]
- «ضربی پیشرو»(با فرم پیشرو) با همراهی علی اکبر داداش زاده و هومان رومی(منتشر شده در سال ۱۴۰۱)[۱۴]
- «گنهکار» به عنوان خواننده و نوازنده بم‌تار(منتشر شده در سال 1401)[۳۴]

## فعالیت‌های خارج از کشور
- نوازندگی در گروه کادوس (موسیقی تالشی) به سرپرستی آرمین فریدی هفت خانی در کشور روسیه و در شهر مسکو در سال ۱۳۹۰[۳۵] انتشار آلبوم «کادوس» در سال ۱۳۹۱ در کشور بلاروس و در شهر مینسک[۳۶]
- شرکت در جشنواره موسیقی «اتنونروژ ۲۰۱۴» در سال ۱۳۹۳ در کشور نروژ و در شهر ووس در نقش خواننده و نوازنده با بازخوانی تصنیف مرغ سحر[۳۷]
- شرکت در جشنواره موسیقی «اسلو ورد» در کشور نروژو در شهر اسلو در سال ۱۳۹۵[۳۸]
- اجرای ساز و آواز در «روز آزادی موسیقی» در کشور نروژ در شهر اسلودر سال ۱۳۹۵[۳۹]
- انتشار آلبوم مشترک «آوازهایی در مه» در سال ۱۳۹۵ در کشور نروژ توسط شرکت KKV[۴۰][۴۱]
- حضور در کنسرت «طنین ma در موسیقی کلاسیک ایرانی و ژاپنی یادآور جاده ابریشم دوران باستان» (ماه می ۲۰۲۳) در نقش نوازنده تار و همخوان در کشور ژاپن (شهر اوداوارا) به همراه علی اکبر داداش زاده و حمیدرضا صافی، و با مدیریت پروفسور تسوچیتوری توشی یوکی Page text.[۴۲]
- حضور و اجرای موسیقی در کشور دانمارک مربوط به جشنواره‌ی موسیقی Ethno Denmark در سال ۱۴۰۳ به همراه معین هاشمی نسب[۴۳][۴۴]

## فعالیت‌ها در زمینه نقاشی
- انتخاب «بندِ وصال» “the Cord of Joiner” اثر سورئال مهسا عظیمی، در لیست۵۰ اثر منتخب در اولین مسابقه و کنگره بین المللی هنر و آفرینش های بصری “ آرت ادوکا” در کشور امریکا ۲۰۲۳[۴۵]
- نمایشگاه گروهی آنلاین هنرهای تجسمی ایران_مکزیک با عنوان « زندگی را نقاشی کن» به تاریخ شهریور ۱۴۰۲[۴۶]
- نمایشگاه گروهی نقاشی تجسم ( حضوری) در مؤسسه فرهنگی هنری پژوهشی صبا (تهران) به تاریخ آذر ماه ۱۴۰۲[۴۷]
- نمایشگاه انفرادی نقاشی امریکا (آنلاین) در کشور امریکا ۲۰۲۴ Page text.[۴۸] Page text.[۴۹]
- نمایشگاه گروهی نقاشی اکسپو ایتالیا ( حضوری ) با کسب رتبه نقره در کشور ایتالیا( رُم ۲۰۲۴ )[۵۰][۵۱]
- نمایشگاه گروهی نقاشی بهارهِ اعضای انجمن بلوم آرت سوسایتی هلند ( آنلاین ) در کشور هلند (۲۰۲۴)[۵۲][۵۳]
- کسب مقام اول در مسابقه نقاشی “El arte alma y vida en el mundo” در کشور اسپانیا، نوامبر 2024[۵۴]